# Радомля (річка)
Радомля — річка в Україні, у Охтирському районі Сумської області. Ліва притока Боромлі (басейн Дніпра).

## Опис
Довжина річки 14 км, похил річки — 3,9 м/км. Площа басейну 68,7 км².

## Розташування
Бере початок на південному сході від села Боромля. Тече переважно на південний захід через Криничне і в Тростянці впадає в річку Боромлю, праву притоку Ворксли.
Населені пункти вздовж берегової смуги: Машкове, Лісне.
Річку перетинає автошлях Н 12.
У верхній течії річка має назву Кринична